# Wright Renown
Wright Renown — одноэтажный автобус, выпускаемый производителем автобусов из Северной Ирландии Wrightbus с 1997 по 2002 год на шасси Volvo B10BLE. Всего было произведено 800 экземпляров.

## Вытеснение
В 2002 году автобус Wright Renown планировалось заменить автобусом Wright Eclipse Metro на шасси Volvo B7L, однако из-за меньшей популярности автобус был вытеснен с конвейера моделью Wright Eclipse Urban на шасси Volvo B7RLE.

## Галерея
- Wright Renown (вид спереди)
- Wright Renown (вид сзади)